# Hans Stubbe

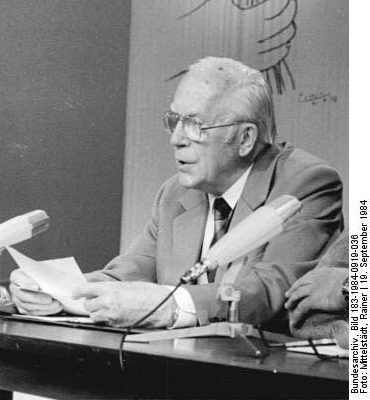
Hans Stubbe (1984)

Hans Karl Oskar Stubbe (* 7. März 1902 in Berlin; † 14. Mai 1989 in Zingst) war ein deutscher Agrarwissenschaftler, Genetiker und Züchtungsforscher. Er wirkte von 1945 bis 1969 als Gründungsdirektor des Instituts für Kulturpflanzenforschung in Gatersleben, das als Akademieinstitut zur Forschungsgemeinschaft der Akademie der Wissenschaften der DDR gehörte. Darüber hinaus war Stubbe von 1946 bis 1967 Professor und Direktor des Instituts für Genetik an der Universität Halle-Wittenberg sowie von 1951 bis 1967 erster Präsident der Deutschen Akademie der Landwirtschaftswissenschaften der DDR in Berlin. Aufgrund seines Wirkens galt er als einer der renommiertesten Genetiker in der Deutschen Demokratischen Republik (DDR).

## Leben
Hans Stubbe wurde 1902 als Sohn eines Schulinspektors in Berlin geboren und absolvierte nach der Schule zunächst eine landwirtschaftliche Lehre, bevor er von 1925 bis 1929 Landwirtschaft und Biologie an der Universität Göttingen und an der Landwirtschaftlichen Hochschule Berlin studierte. Nach einer Tätigkeit als Volontärassistent bei Erwin Baur am Institut für Vererbungsforschung in Berlin wurde er 1929 an der Berliner Landwirtschaftshochschule mit einer Arbeit über die experimentelle Auslösung von Mutationen promoviert. Anschließend war er von 1929 bis 1936 als Abteilungsleiter am neugegründeten Kaiser-Wilhelm-Institut für Züchtungsforschung in Müncheberg tätig.
Nationalsozialistisch eingestellte Mitarbeiter des Müncheberger Instituts äußerten gegenüber Stubbe den Vorwurf der „politischen Unzuverlässigkeit“. Im Rahmen einer entsprechenden Maßregelung wurde er gemeinsam mit seinen Kollegen Hermann Kuckuck und Rudolf Schick zunächst beurlaubt und einige Monate später fristlos entlassen. Er wirkte danach bis 1943 als wissenschaftlicher Mitarbeiter bei Fritz von Wettstein am Kaiser-Wilhelm-Institut für Biologie in Berlin-Dahlem und wurde während dieser Zeit im Jahr 1940 an der Universität Berlin habilitiert. Im Jahr 1943 übernahm er den Aufbau und die Leitung des Kaiser-Wilhelm-Instituts für Kulturpflanzenforschung in Wien-Tuttenhof. An diesem Institut wurden neben ziviler Forschung an Kulturpflanzen auch militärisch relevante Projekte zur Unbrauchbarmachung landwirtschaftlicher Nutzflächen durch den Einsatz von Unkräutern durchgeführt.
Nach dem Ende des Zweiten Weltkriegs wurde Stubbe 1945 Direktor des Instituts für Kulturpflanzenforschung in Gatersleben, das zunächst zur Universität Halle-Wittenberg und ab 1948 zur Forschungsgemeinschaft der Deutschen Akademie der Wissenschaften zu Berlin gehörte. Aus dem Institut entstand 1969 das Zentralinstitut für Genetik und Kulturpflanzenforschung und nach der deutschen Wiedervereinigung das Leibniz-Institut für Pflanzengenetik und Kulturpflanzenforschung. Darüber hinaus wurde er 1946 ordentlicher Professor für landwirtschaftliche Genetik und formell Direktor des Instituts für Genetik der Universität Halle-Wittenberg, welches allerdings bis zum Ende seines universitären Wirkens nicht gegründet wurde. In den Jahren 1947/1948 war er darüber hinaus Gründungsdekan von deren landwirtschaftlicher Fakultät. Mit Erreichen des 65. Lebensjahres wurde er 1967 als Universitätsprofessor emeritiert, im Januar 1969 zog er sich von der Leitung des Akademieinstituts in Gatersleben zurück. Sein Nachfolger als Direktor in Gatersleben wurde sein Schüler Helmut Böhme. Seit Mitte der 1970er Jahre lebte er in Zingst. Dort starb er 1989.
Hans Stubbe hatte mehrere Söhne. Einer davon, Michael Stubbe, war Professor am Institut für Zoologie an der Universität Halle, und ist Vorsitzender der Gesellschaft für Wildtier- und Jagdforschung e. V. und Herausgeber der Zeitschrift Beiträge zur Jagd- und Wildforschung. Dieser publiziert auch gemeinsam mit seiner Ehefrau Annegret Stubbe, Zoologin und Wildtierökologin ebenfalls an der Universität Halle.

## Wissenschaftliches und politisches Wirken
Schwerpunkt der Forschung des Pflanzengenetikers Hans Stubbe waren die Mutations- und die Evolutionsforschung sowie die Hybridzüchtung. Im Jahr 1934 hatte er erkannt, dass die Anlage der meisten erblichen Krankheiten auf einen, auch über Generationen hindurch verborgen bleiben könnenden Mutationsschritt zurückzuführen ist, da die meisten „bekannten Mutationen erst dann in Erscheinung treten, wenn bei der Befruchtung gleichartig mutierte Kerne miteinander verschmelzen“. Zur Erforschung der Erbfaktoren hielt er die Untersuchung von Genen mit Einfluss auf Körperfarbe, Körperbehaarung und Pigmentierung des Facettenauges für besonders geeignet. Er widerlegte in den 1950er Jahren mit seinen Mitarbeitern im Gaterslebener Institut experimentell die wissenschaftlich unhaltbaren Ansichten des sowjetischen Biologen Trofim Denissowitsch Lyssenko zur Vererbung erworbener Eigenschaften, so dass in den Akademieinstituten in der DDR weiterhin genetische Forschung möglich blieb. Auf diese Weise konnte verhindert werden, dass der Lyssenkoismus in der DDR zu ähnlich schwerwiegenden personellen, materiellen und volkswirtschaftlichen Folgen sowie einem Stillstand der biologischen Wissenschaften wie in der Sowjetunion führte.
Hans Stubbe wirkte von 1946 bis 1976 als Hauptschriftleiter der Fachzeitschrift Biologisches Zentralblatt und war Herausgeber der Buchreihe Genetik: Grundlagen, Ergebnisse und Probleme in Einzeldarstellungen des Gustav Fischer Verlags Jena. Er veranlasste außerdem die Gründung der Arbeitsgemeinschaft für Jagd- und Wildforschung der Akademie der Landwirtschaftswissenschaften, deren Leitung er übernahm, und wirkte im Vorstand des Forschungsrates der DDR. Von 1963 bis 1986 war Stubbe, der nicht der SED angehörte, für den Kulturbund der DDR Abgeordneter der Volkskammer.

## Auszeichnungen

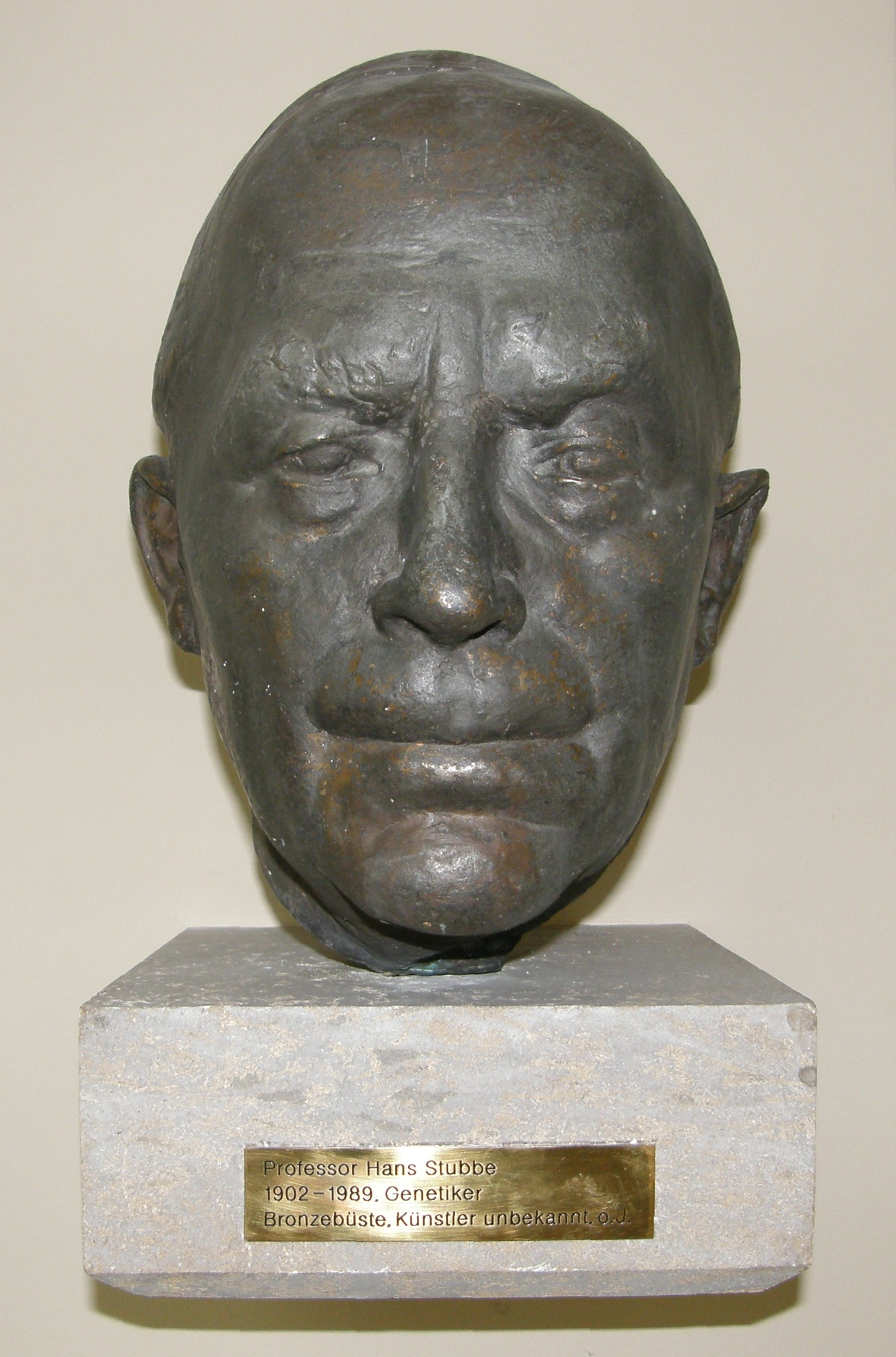
Büste Stubbes

Hans Stubbe wurde 1949 zum ordentlichen Mitglied der Deutschen Akademie der Wissenschaften zu Berlin berufen, von der ihm 1975 auch die Helmholtz-Medaille verliehen wurde. 1950 wurde er Mitglied der Deutschen Akademie der Naturforscher Leopoldina sowie der Sächsischen Akademie der Wissenschaften. Darüber hinaus war er ab 1951 Gründungsmitglied und von 1951 bis 1967 Präsident der Deutschen Akademie der Landwirtschaftswissenschaften, die ihn 1963 mit der Erwin-Baur-Medaille auszeichnete und 1968 zum Ehrenpräsidenten ernannte. In den Jahren 1949 und 1960 erhielt er den Nationalpreis der DDR, 1954 und 1961 wurde er mit dem Vaterländischen Verdienstorden ausgezeichnet. 1959 erhielt er die Darwin-Plakette.
Er war Mitglied verschiedener wissenschaftlicher Akademien im In- und Ausland und erhielt die Ehrendoktorwürde der Universitäten Jena, Brünn, Krakau, Berlin und Halle. Die Gemeinde Zingst, in der eine Außenstelle des Gaterslebener Instituts bestand und in der er ein Haus als Zweit- sowie später als Alterswohnsitz besaß, ernannte ihn 1969 zum Ehrenbürger.
Im Foyer der Landwirtschaftlichen Fakultät der Humboldt-Universität zu Berlin befindet sich eine Bronzebüste zu seinen Ehren, angefertigt von einem unbekannten Künstler.

## Veröffentlichungen (Auswahl)
- Erbschädigung durch Röntgenbestrahlung und Chemikalieneinwirkung. In: Die Medizinische Welt. 1934, S. 60 ff.
- Über den Selektionswert von Mutanten. In der Reihe: Sitzungsberichte der Deutschen Akademie der Wissenschaften zu Berlin. Berlin 1950.
- als Hrsg.: Genetisches und cytogenetisches Wörterbuch. Berlin/Göttingen/Heidelberg 1954.
- Sinn und Bedeutung der Kulturpflanzenforschung. Berlin 1957.
- Kurze Geschichte der Genetik bis zur Wiederentdeckung der Vererbungsregeln Gregor Mendels. Jena 1963 (2. Auflage ebenda 1965); englischsprachige Ausgabe der zweiten deutschsprachigen Auflage: History of Genetics from Prehistoric Times to the Rediscovery of Mendel’s Laws. Cambridge/London 1972.
- Genetik und Zytologie von Antirrhinum L. sect. Antirrhinum. Jena 1966.
- Das Institut für Kulturpflanzenforschung Gatersleben (Aufgaben, Ergebnisse, Probleme) 1943–1968. In: Die Kulturpflanze. Beiheft 6 (1970), S. 29–52.
- als Hrsg.: Buch der Hege. 2 Bände. Berlin 1973; 4., erweiterte Lizenz-Auflage, Frankfurt am Main 1989.
- Geschichte des Instituts für Kulturpflanzenforschung Gatersleben der Deutschen Akademie der Wissenschaften zu Berlin 1943–1968 (= Studien zur Geschichte der Akademie der Wissenschaften der DDR. Band 10). Berlin 1982.